# Csuha András
Csuha András (Ózd, 1947. január 17. – Esztergom, 2017. május 10.) a Dorogi Egyetértés SE elnöke, a Dorogi Bányász Sport Club egykori elnöke, élsportoló, a Dorogi Szénbányák Vállalat bányamestere. Dorog város sportéletének egyik kiemelkedő alakja, aki sportolóként és sportvezetőként több, mint négy évtizeden keresztül állt a dorogi sport szolgálatában.

## Életrajz
. Gyermekként, édesapja révén költözött családjával Dorogra, aki a Dorogi Szénbányák Vállalatnál vállalt munkát, mint bányaműszaki felügyelő. Édesapja később Dorogon tanácselnök helyettes is volt. Az esztergomi Szent István Gimnáziumban szerzett érettségi után a Hell József Károly Bányaipari Technikumban, majd a Péch Antal Bányászati Szakiskolában szerzett szakképesítést. 
A Dorogi Szénbányák Vállalat Kutatási és Bányagépészeti Üzemében gépmesterként és bányamesterként dolgozott. Hivatása mellett lelkes sportbarát és aktív sportoló. 1982-ben vette át a dorogi teke szakosztály vezetését, egyben az akkor NB III-as tekecsapat versenyzője is volt. Elvégezte a Testnevelési Sportiskola sportszervező szakát. 1988-ban választották a Dorogi Bányász SC elnökévé, mely tisztet a Bányász megszűnéséig, 1995-ig töltött be. 2003-tól a Dorogi Egyetértés Sport Egyesület elnöke társadalmi munkában. Sportvezetői teendői mellett az aktív sportban is jeleskedett. Tagja volt az NB II-es bajnok dorogi tekecsapatnak és szerepelt az NB I-ben is. 2017. május 10-én hunyt el.

## Szakmai pályája
A Dorogi Szénbányák Vállalat megbecsült dolgozója volt, ahol bánya- és gépmesteri minősítésben tevékenykedett, valamint a Pestvidéki Kőbányák Vállalatának több üzemében volt üzemvezető és vállalati robbantásvezető. Munkásságát Bányászati Szolgálati Érdeméremmel ismerték el.

## Sportpályafutása
A Dorogi Bányász SC tekecsapatának volt a tagja, amellyel 1991-ben a harmadosztályban, 1993-ban pedig a másodosztályban szerzett bajnoki címet. 1993-1994-ben az NB I-es dorogi csapat tekézője volt. 1988-1995 között a dorogi klub elnöke volt. Mint klubelnök jelentős szerepet töltött be az egyesület fennállásának 75. és a 90. évfordulója alkalmából szervezett ünnepi sorozat megszervezésében, a stadion felújítási programokban, a klub kiadványainak elkészítésében és a klub népszerűsítésében. A bánya anyagi támogatásának megszüntetésével elnöki megbízatása is befejeződött. A 2002-ben megalakult Dorogi Egyetértés SE elnökének választották 2003-ban. Azóta is ő a klub elnöke.

## Magánélete
Nős, két gyermek édesapja. Fia, Dr. Csuha András egykor a Heartless és Sackrace nevű metál zenekarokban játszott és aratott sikereket. Fivére, Dr. Csuha József tanácselnök volt.

## Külső hivatkozások
- Dorog város hivatalos honlapja